# Андресен, Нигол
Ни́гол (Николай) Гу́ставович А́ндресен (эст. Nigol Andresen; 2 октября 1899 года, Авидо, волость Хальяла, — 24 февраля 1985 года, Тарту) — эстонский и советский писатель (литературный псевдоним Ormi Arp), государственный и общественный деятель. Министр иностранных дел Эстонии (21 июня — 21 июля 1940). Председатель Президиума Верховного Совета Эстонской ССР (29.11.1946 — 05.03.1947).

## Биография
Родился в семье мелкого фермера.
В 1918 году окончил педагогический колледж в Раквере, с 1920 года — преподаватель профессионально-технических учебных курсов в Тарту. Работал в 1918—1919 годах в Нарва-Йыэсуу в начальной школе, с 1919 по 1920 год в женской гимназии Раквере, с 1920 по 1931 — в гимназии Якоба Вестхольма, преподаватель литературы в Таллинском французском лицее. Выпустил книгу стихов под псевдонимом Ormi Arp (1927).
Активный участник политической жизни Эстонии. Был избран в молодёжную секцию Эстонской Социалистической Рабочей партии, председатель Социалистического союза молодежи Эстонии. Был членом парламента (1932—1937). Подвергался судебным преследованиям. Руководство министерства внутренних дел от 8 февраля 1939 года отказало ему в защите безопасности в Эстонии, за исключением района Хийумаа.
После государственного переворота 1940 года вошёл в правительства Вареса, министр иностранных дел (хотя признавался, что никакого опыты работы в такой должности не имеет). С образованием ЭССР — народный комиссар образования.
Был избран депутатом Верховного Совета СССР 1-го созыва от Эстонской ССР в Совет Национальностей в результате выборов 12 января 1941 года.
Во время немецкой оккупации Эстонии — в эвакуации в СССР. В 1944 году вернулся в Эстонию, занимал должности заместителя председателя Совета министров Эстонии и Президиума Верховного Совета 1946—1949.
В марте 1950 года на 8-м Пленуме ЦК КП ЭССР наряду с несколькими другими ведущими эстонскими коммунистами (Николай Каротамм, Эдуард Пялль, Арнольд Веймер) был объявлен «буржуазным националистом». Арестован 24 марта 1950 года и осуждён на 25 лет, ссылку отбывал в трудовом лагере в Сибири. Был освобожден в 1955 году.
После возвращения в Эстонию отошёл от политической деятельности. Выступал как переводчик, редактор.
Лауреат Литературной премии Эстонской ССР имени Юхана Смуула.
Похоронен на Лесном кладбище Таллина.